# دریای شام
دریای شام (انگلیسی: Levantine Sea) شرقی‌ترین بخش دریای مدیترانه است که ترکیه در شمال، سوریه، لبنان، اسرائیل و نوار غزه در شرق، مصر در جنوب و دریای اژه در شمال غرب آن قرار گرفته‌اند. به منطقه شام در زبان انگلیسی لوانتین (انگلیسی: Levantine) گفته می‌شود. مرز غربی این دریا به مدیترانه (که دریای لیبی نیز خوانده می‌شود) به شکل خطی است که از دماغه رأس الهلال در لیبی تا جزیره گاودوس در جنوب کرت ادامه دارد. قبرس بزرگ‌ترین جزیره در دریای لوانتین است و عمیق‌ترین نقطه آن با ژرفای ۴٬۳۸۴ متر در درازگودال پلینی در ۸۰ کیلومتری جنوب کرت قرار دارد. این دریا پهنه‌ای به مساحت ۳۲۰٬۰۰۰ را می‌پوشاند.
بخش شمالی دریای شام (لوانتین) میان ترکیه و قبرس، دریای کیلیکیه نام دارد. همچنین در شمال این دریا دو خلیج بزرگ اسکندرون در شمال شرقی و خلیج آنتالیا در شمال شرقی قرار دارند.